# Sesleria robusta
Sesleria robusta är en gräsart som beskrevs av Schott, Nyman och Karl Theodor Kotschy. Sesleria robusta ingår i släktet älväxingar, och familjen gräs. Inga underarter finns listade i Catalogue of Life.

## Bildgalleri

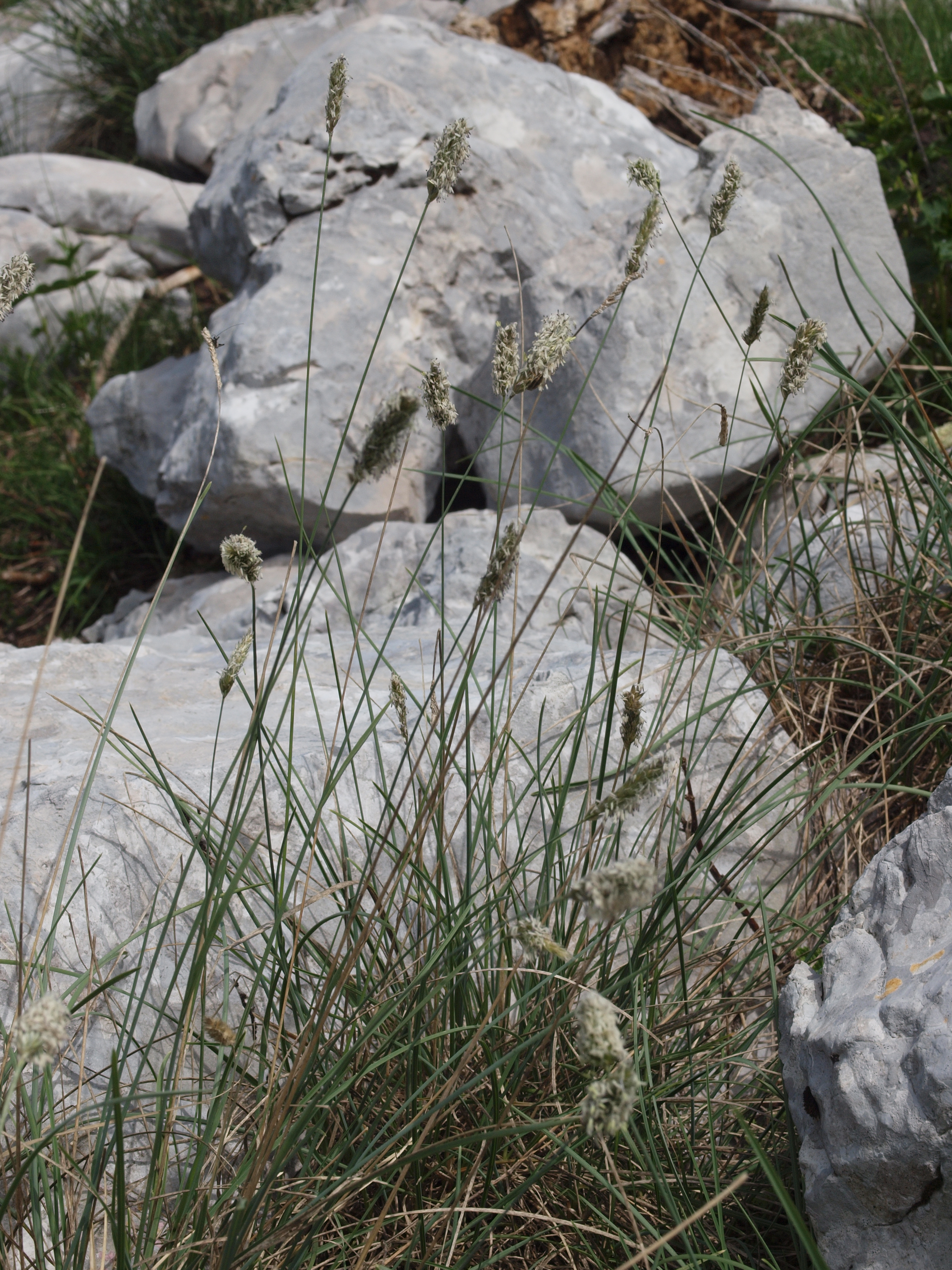
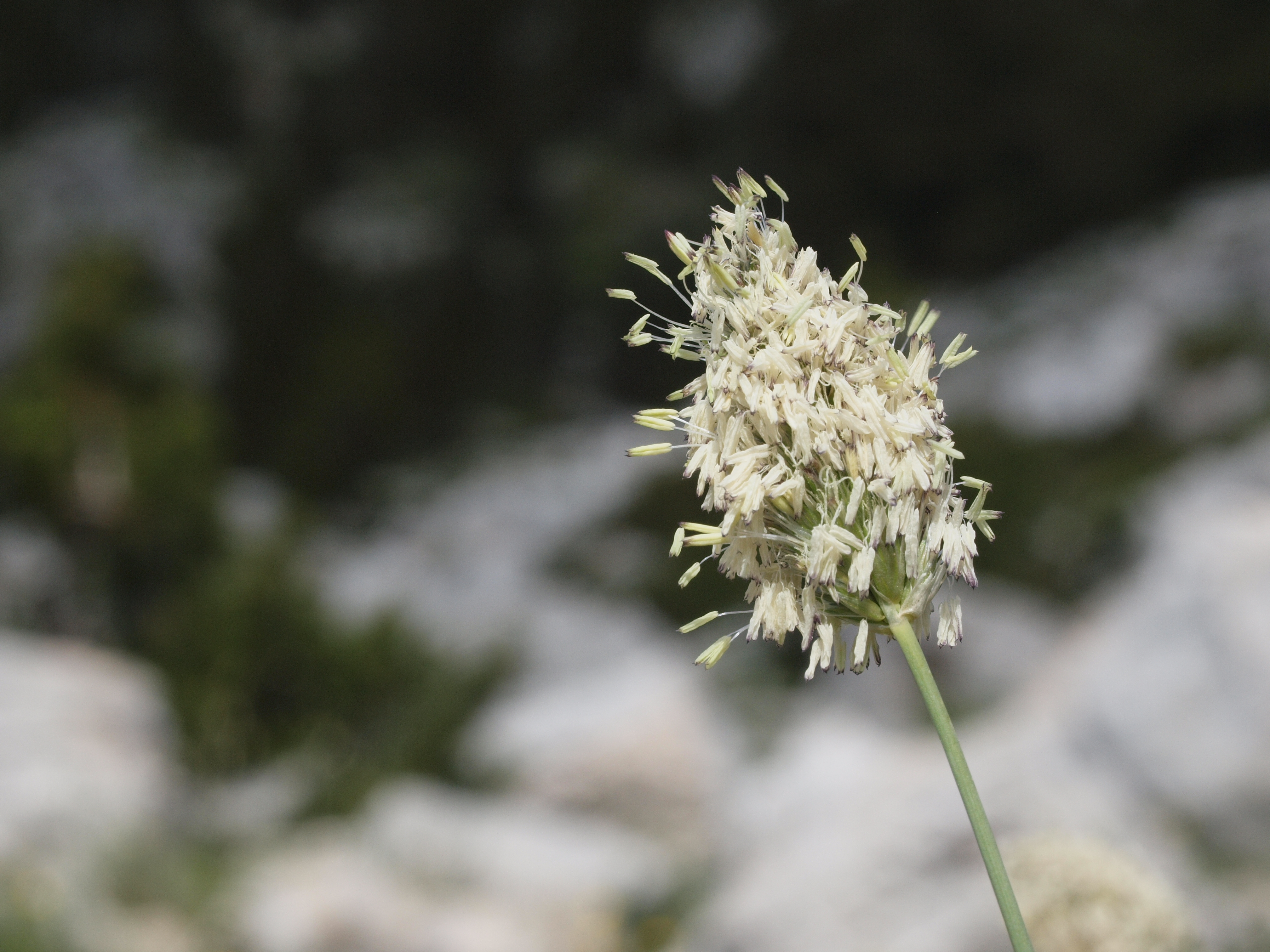
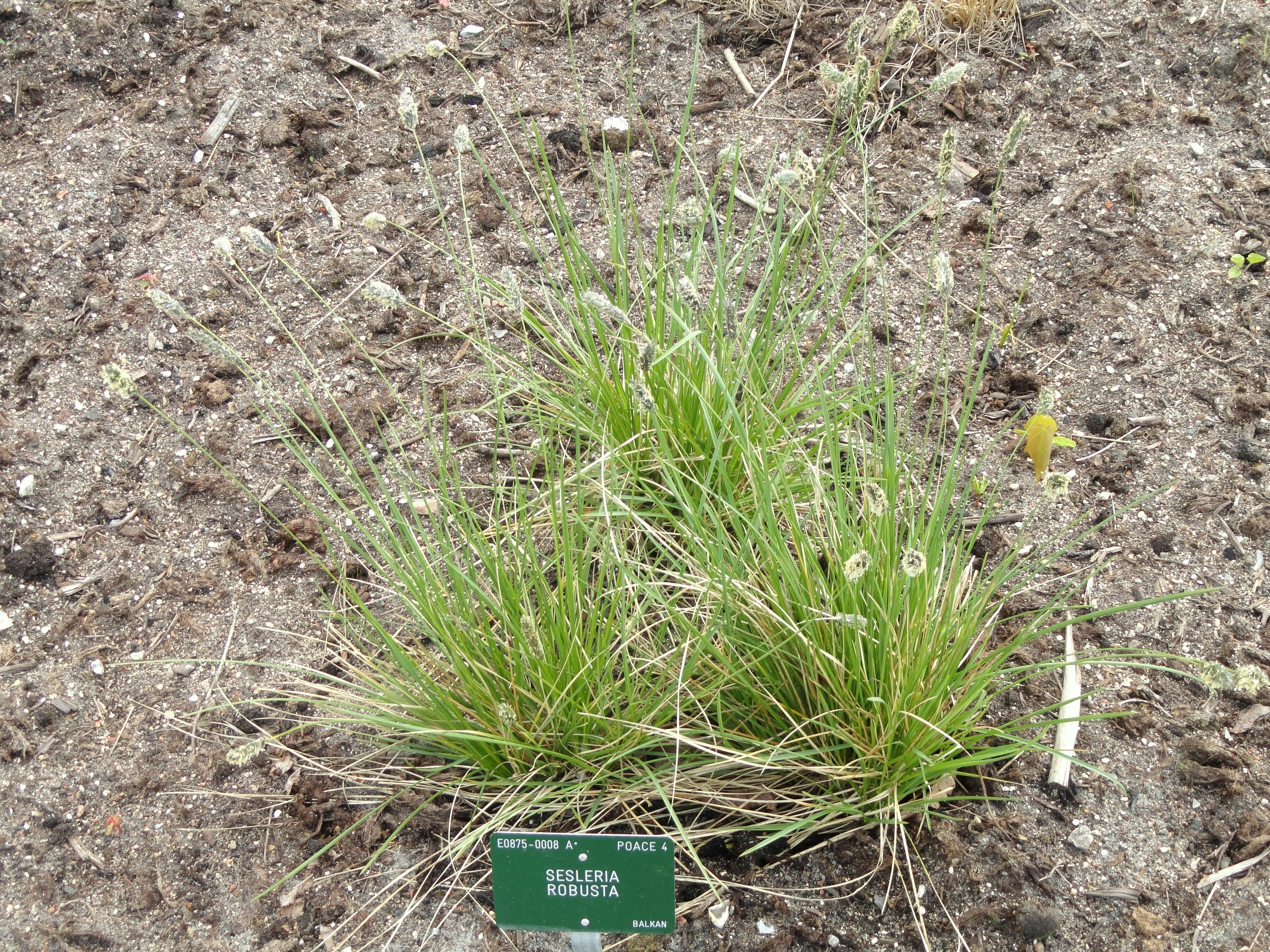